# Heinrich Steinfest

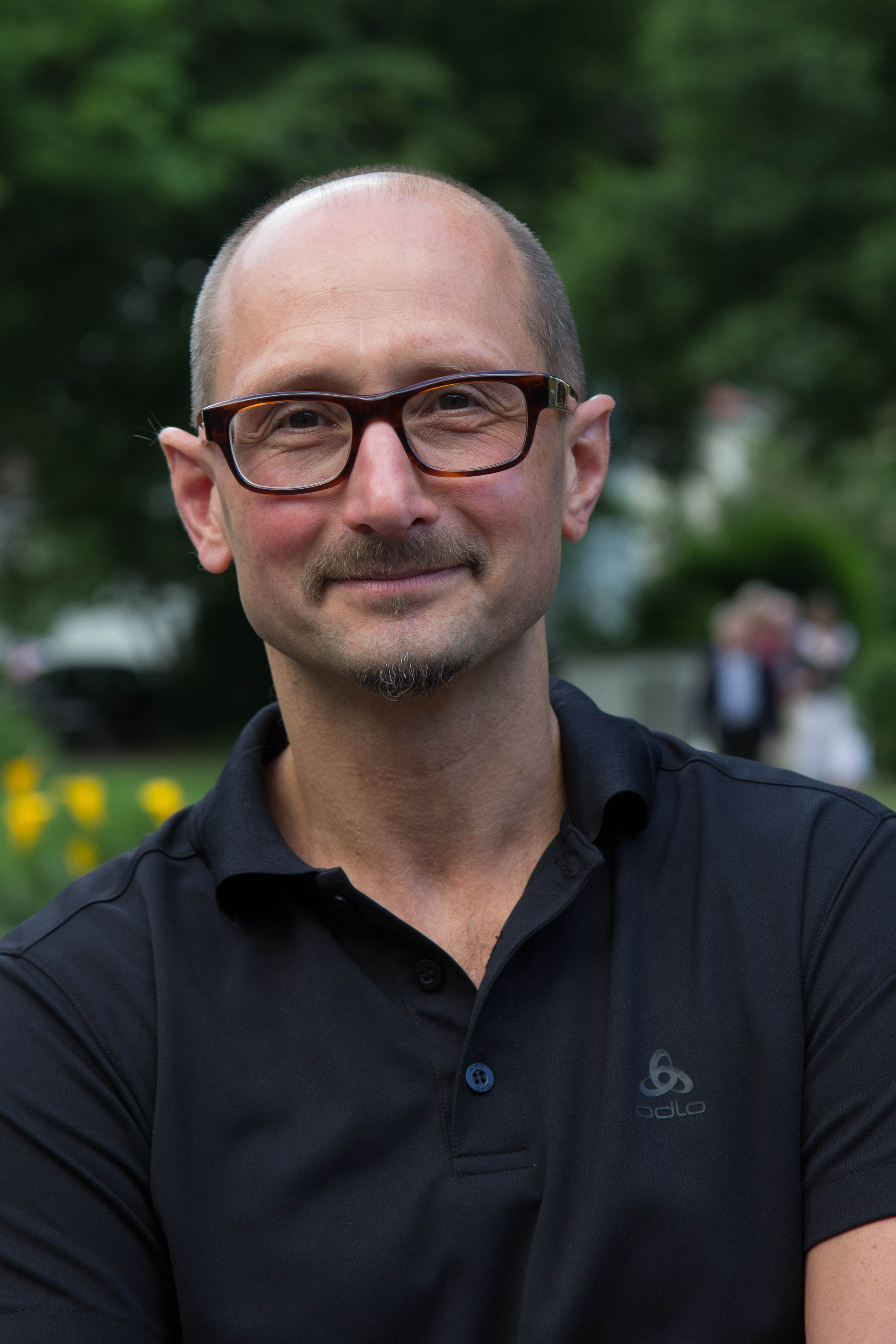
Heinrich Steinfest beim Hausacher Leselenz 2013

Heinrich Steinfest (* 10. April 1961 in Albury, Australien) ist ein österreichischer Schriftsteller und bildender Künstler.

## Biografie
Der Österreicher Heinrich Steinfest wurde in Australien geboren, wuchs aber in Wien auf. Bis Ende der 1990er Jahre lebte er dort als freischaffender Künstler. Bis 2021 lebte er als Maler und Schriftsteller in Stuttgart. Heute lebt er überwiegend bei Heidelberg im Odenwald. Steinfest ist verheiratet und hat einen Sohn. Zudem ist er als Läufer aktiv.
Mitte der 1990er Jahre veröffentlichte er seine ersten literarischen Werke, hauptsächlich surreale und Science-Fiction-Erzählungen. 1996 folgte sein erster Kriminalroman Das Ein-Mann-Komplott. Neben Romanen und Beiträgen für Anthologien schreibt er gelegentlich meist essayistische Artikel z. B. in der Stuttgarter Zeitung und der Kontext: Wochenzeitung (u. a. die Stuttgarturen) und in Zeitschriften wie Motorrad, Merian Stuttgart (2008) und im literaturblatt.
Er ist einer der prominentesten und exponiertesten Gegner von Stuttgart 21 und war auf vielen Demonstrationen mit Redebeiträgen vertreten.
Seinen Roman Der Allesforscher (2014) widmete er seinem Bruder Michael, der mit 23 Jahren beim Bergsteigen tödlich verunglückte. In seinem Roman Der Chauffeur (2020), der von der Verwandlung eines Chauffeurs zu einem Hotelier erzählt, spielen Marcel Duchamp und Thomas Manns Roman Der Zauberberg eine wichtige Rolle.

## Auszeichnungen

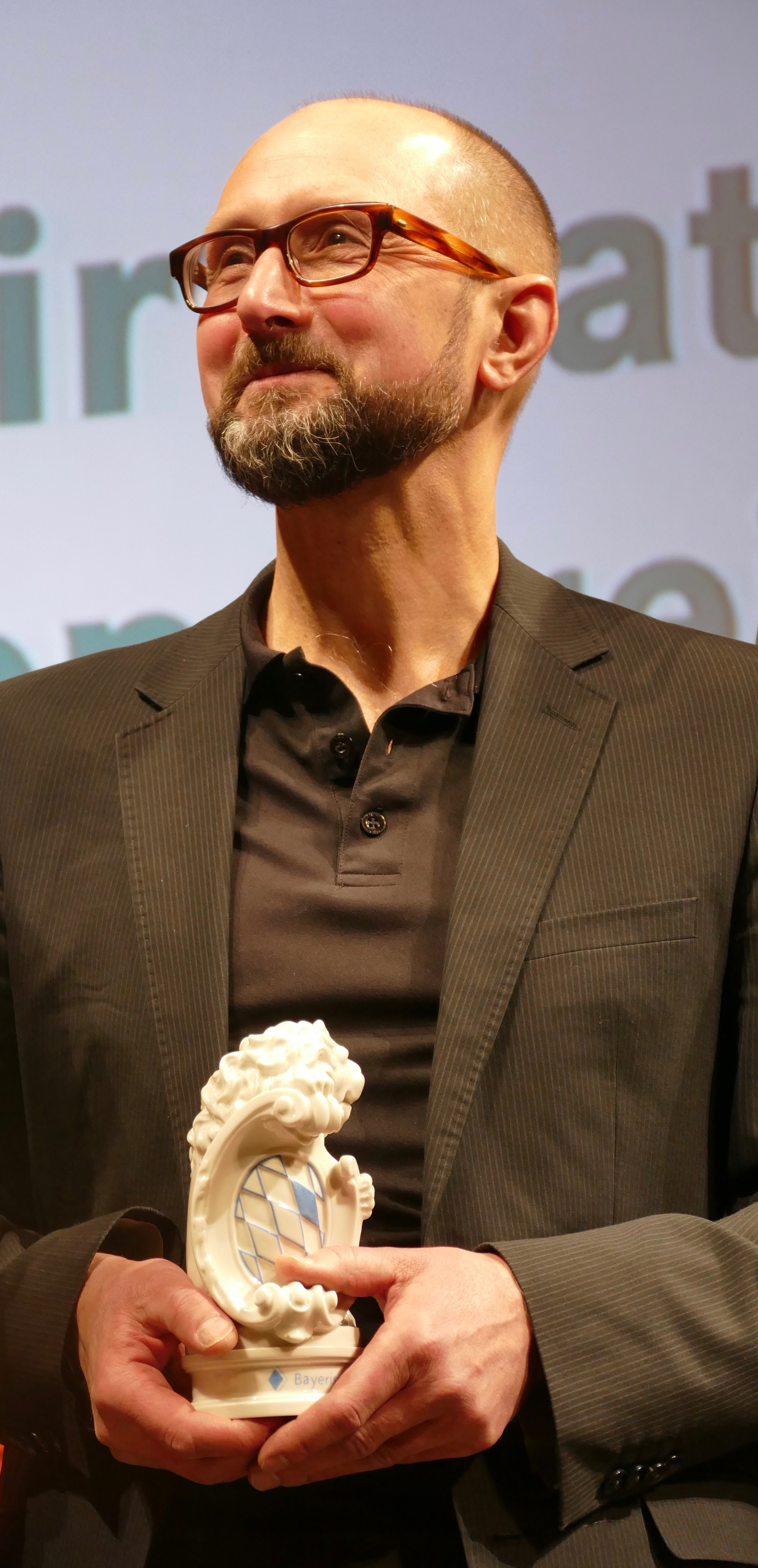
Heinrich Steinfest erhielt den Bayerischen Buchpreis 2016 in der Kategorie Belletristik für "Das Leben und Sterben der Flugzeuge".

- 1999 6. Würth-Literatur-Preis, gemeinsam mit Marcus Hammerschmitt und Irmgard Hierdeis, für die Kurzgeschichte Gehen, Schießen, Liegen
- 2000 Stipendium (Literatur) der Kunststiftung Baden-Württemberg
- 2004 Deutscher Krimi Preis (3. Platz) für Ein sturer Hund
- 2006 Deutscher Krimi Preis (2. Platz) für Der Umfang der Hölle
- 2006 Bester Krimi des Jahres 2005 (7. Platz) in der KrimiWelt-Bestenliste für Der Umfang der Hölle
- 2008 Deutscher Krimi Preis (2. Platz) für Die feine Nase der Lilli Steinbeck und im Mai „Hörbuch des Monats“, eine Auszeichnung des Seminars für Allgemeine Rhetorik an der Universität Tübingen
- 2008 Bester Krimi des Jahres 2007 (5. Platz) in der KrimiWelt-Bestenliste für Die feine Nase der Lilli Steinbeck
- 2009 Deutscher Krimi Preis (3. Platz) für Mariaschwarz
- 2009 Bester Krimi des Jahres 2008 (3. Platz) in der KrimiWelt-Bestenliste für Mariaschwarz
- 2010 Stuttgarter Krimipreis für Gewitter über Pluto
- 2010 Heimito von Doderer-Literaturpreis
- 2014 Shortlist für den Deutschen Buchpreis mit Der Allesforscher
- 2016 Bayerischer Buchpreis für Das Leben und Sterben der Flugzeuge (Piper Verlag)
- 2019 Shortlist Leo-Perutz-Preis für Der schlaflose Cheng[6]
- 2024 Leo-Perutz-Preis für Gemälde eines Mordes[7]

## Werke

### Kriminalromane

#### Markus-Cheng-Reihe
- Cheng: rabenschwarzer Roman um einen Wiener Chinesen. Bastei-Lübbe, Bergisch Gladbach 1999, ISBN 3-404-12962-8.
  - überarbeitete Neuausgabe: Cheng: ein rabenschwarzer Roman. Bastei-Lübbe, Bergisch Gladbach 2000, ISBN 3-404-14453-8.
  - überarbeitete Neuausgabe: Cheng: Sein erster Fall. Piper, München/Zürich 2007, ISBN 978-3-492-24874-7. Steinfest bezeichnet die Wiederauflage als „renovierte Fassung“, er habe Wörter und Wendungen, die ihm inzwischen passender erscheinen, getauscht.[8]
- Ein sturer Hund. Piper, München/Zürich 2003, ISBN 3-492-23832-7.
- Ein dickes Fell. Piper, München/Zürich 2006, ISBN 3-492-27117-0; Taschenbuch: Piper, München/Zürich 2007, ISBN 978-3-492-27117-2.
- Batmans Schönheit: Chengs letzter Fall. Piper, München/Zürich 2010, ISBN 978-3-492-25764-0.
- Der schlaflose Cheng: Sein neuer Fall, Piper, München 2019, ISBN 978-3-492-06148-3.
- Die Möbel des Teufels – Frau Wolf und Cheng ermitteln, Piper, München 2021, ISBN 978-3-492-06315-9.
- Gemälde eines Mordes – Frau Wolf und Cheng ermitteln, Piper, München 2023, ISBN 978-3-492-06442-2.

#### Weitere Kriminalromane
- Das Ein-Mann-Komplott Aarachne, Wien 1996, ISBN 3-85255-018-1.
- Der Nachmittag des Pornographen Aarachne, Wien 1997, ISBN 3-85255-025-4.
- To(r)tengräber Bastei-Lübbe, Bergisch Gladbach 2000, ISBN 3-404-14368-X.
  - Neuausgabe: Tortengräber: Ein rabenschwarzer Roman Piper, München/Zürich 2007, ISBN 978-3-492-24894-5.
- Der Mann, der den Flug der Kugel kreuzte Bastei-Lübbe, Bergisch Gladbach 2001, ISBN 3-404-14507-0.
- Nervöse Fische Piper, München/Zürich 2004, ISBN 3-492-24280-4.
- Der Umfang der Hölle Piper, München/Zürich 2005, ISBN 3-492-27092-1.
- Die feine Nase der Lilli Steinbeck Piper, München/Zürich 2007, ISBN 978-3-492-27137-0.
- Mariaschwarz Piper, München/Zürich 2008, ISBN 978-3-492-05180-4.
- Gewitter über Pluto Piper, München/Zürich 2009, ISBN 978-3-492-05310-5.
- Wo die Löwen weinen (Kriminalroman zu Stuttgart 21). Theiss, Stuttgart 2011, ISBN 978-3-8062-2423-8.
- Die Haischwimmerin Piper, München/Zürich 2011, ISBN 978-3-492-05407-2.
- Das Leben und Sterben der Flugzeuge Piper, München/Zürich 2016, ISBN 978-3-492-05662-5.
- Die Büglerin Piper, München/Zürich 2018, ISBN 978-3-492-05663-2.
- Der Chauffeur, Piper, München/Zürich 2020, ISBN 978-3-492-05867-4.

### Andere Bücher
- Brunswiks Lösung: von Engeln, Nachtwächtern und anderen Sterblichen. Erzählung. edition sisyphos, Köln 1995, ISBN 3-928637-13-4.
- Randzeichnungen. Nebenwege des Schreibens. (= Marbacher Magazin 129). Deutsche Schillergesellschaft, Marbach am Neckar 2010, ISBN 978-3-937384-64-1.
- Das himmlische Kind. Roman. Droemer, München 2012, ISBN 978-3-426-19960-2.
- Der Allesforscher. Roman. Piper, München/Zürich 2014, ISBN 978-3-492-05408-9.
- Der Nibelungen Untergang. Mit einem Storyboard von Robert de Rijn. Reclam, Stuttgart 2014, ISBN 978-3-15-010949-6.
- Das grüne Rollo. Roman. Piper, München 2015, ISBN 978-3-492-05661-8.
- Gebrauchsanweisung für Österreich. Sachbuch. Piper, München 2017, ISBN 978-3-492-27691-7.
- Gebrauchsanweisung fürs Scheitern. Ratgeber. Piper Taschenbuch 1. Oktober 2019, ISBN 978-3-492-27733-4.
- Amsterdamer Novelle, Piper, München 2021, ISBN 978-3-492-07117-8.
- Der betrunkene Berg, Roman, Piper, München 2022, ISBN 978-3-492-07013-3.
- Sprung ins Leere, Roman, Piper, München 2024, ISBN 978-3-492-07215-1.

### Hörbücher (Auszug)
- Ein dickes Fell. Hörbuch Hamburg, gekürzt, 6 CDs 462 Min., gelesen von Dietmar Mues, 2007, ISBN 978-3-89903-419-6.
- Die feine Nase der Lili Steinbeck. Osterwold Audio bei Hörbuch Hamburg, 4 CDs 318 Min., gelesen von Dietmar Mues, 2008, ISBN 978-3-89903-605-3.
- Gewitter über Pluto. OSTERWOLDaudio bei Hörbuch Hamburg, gekürzt, 6 CDs 465 Min., gelesen von Dietmar Mues. 2009, ISBN 978-3-86952-004-9.
- Batmans Schönheit. OSTERWOLDaudio bei Hörbuch Hamburg, gekürzt, 4 CDs 319 Min., gelesen von Dietmar Mues, 2010, ISBN 978-3-86952-057-5.
- Die Haischwimmerin OSTERWOLDaudio bei Hörbuch Hamburg, gekürzt, 4 CDs 292 Min., gelesen von Markus Boysen, 2011, ISBN 978-3-86952-211-1.
- Wo die Löwen weinen. Theiss Audio Stuttgart, 8 CDs 570 Min., gelesen von Heinrich Steinfest, 2012, ISBN 978-3-8062-2429-0.
- Der Allesforscher. OSTERWOLDaudio bei Hörbuch Hamburg, gekürzt, 6 CDs 478 Min., gelesen von Markus Boysen, 2014, ISBN 978-3-86952-211-1.